# Punta Mar Tendido
Punta Mar Tendida o punta Mar Tendido (en inglés: Swell Point, 59°27′S 27°6′O / -59.450, -27.100) es un pequeño sector al sureste de la isla Cook, la más austral de las islas Sandwich del Sur.
Este sector es el más meridional de la isla, la que a su vez es la «isla más austral del planeta», sin considerar a las islas de la Antártida. Esta punta se encuentra a tan solo 50 kilómetros al norte del paralelo 60° S, el límite norte del sector de la Antártida convenido internacionalmente en el Tratado Antártico.

## Características
Se puede apreciar en la zona enormes cantidades de krill bajo las aguas, alimento fundamental para las ballenas que navegan en la zona, y cabe considerar que este animal es «el más abundante de la Tierra», después de la hormiga argentina.
Fue cartografiada y denominada por el personal del RRS Discovery II de Investigaciones Discovery en 1930. Otras puntas cercanas son la punta Resolución y la punta Jeffries.
La isla nunca fue habitada ni ocupada, y como el resto de las Sandwich del Sur es reclamada por el Reino Unido que la hace parte del territorio británico de ultramar de las Islas Georgias del Sur y Sandwich del Sur, y la República Argentina, que la hace parte del departamento Islas del Atlántico Sur dentro de la provincia de Tierra del Fuego, Antártida e Islas del Atlántico Sur.